# Въоръжени сили на Египет
Египетските въоръжени сили (на арабски: القوات المسلحة المصرية) са военна организация на арабската република Египет, едни от най-големите в Африка, Близкия изток и света. Те се състоят от сухопътни войски, военно-морски сили, военновъздушни сили и противо-въздушна отбрана. Тяхната функция е да защитават свободата, независимостта и териториалната цялост на държавата. В допълнение Египет поддържа паравоенни сили.